# ヴァルデマール・ルンド・イェンセン
ヴァルデマール・ルンド・イェンセン (Valdemar Lund Jensen , 2003年3月23日 - )は、デンマーク・デンマーク首都地域コペンハーゲン出身のプロサッカー選手。エリテセリエン・モルデFK所属。ポジションはDF。

## クラブ経歴
2020年12月にFCコペンハーゲンのトップチーム昇格が決まり、2023年までのプロ契約を締結。2021-22シーズンより正式にトップチームに登録され、2021年10月31日のヴェイレBK戦で、後半36分に交代で起用されプロデビュー。同シーズンはリーグ戦3試合に出場。2022年8月13日のラナースFC戦ではプロ初ゴールを決めた。

## 代表歴
プロデビュー前の2019年から、各ユース世代のデンマーク代表に招集されている。

## 人物
- イェンセンの一家は、ポーランドにルーツを持つ。